# Anolis singularis
Anolis singularis är en ödleart som beskrevs av  Williams 1965. Anolis singularis ingår i släktet anolisar, och familjen Polychrotidae. Inga underarter finns listade i Catalogue of Life.